# ラノベ好き書店員大賞
ラノベ好き書店員大賞（ラノベずきしょてんいんたいしょう）は、日本のライトノベルに関する賞。2012年発足。

## 概要
「全国の書店に勤務するライトノベル好きな現役書店員たちが、読者に売りたい作品、読んで欲しい作品を投票で決める」という趣旨の賞。原則として対象は投票の前年（1月1日 - 12月31日）にスタートしたライトノベル作品に限られる。2012年から2014年まで開催された後一時休止状態となり、2019年に復活したが、2020年を最後に再び休止状態となっている。
元々ある書店員が個人で始めた企画が母体のため、2019年現在も運営は書店員有志による運営委員会が行う形式となっている。

## 過去の受賞作
- 2012年：のうりん（白鳥士郎、GA文庫）[3]
- 2013年：マグダラで眠れ（支倉凍砂、電撃文庫）[4]
- 2014年：ダンジョンに出会いを求めるのは間違っているだろうか（大森藤ノ、GA文庫）[1]

- 2019年[5]
  - 文庫部門：七つの魔剣が支配する（宇野朴人、電撃文庫）
  - 単行本部門：航宙軍士官、冒険者になる（伊藤暖彦、ファミ通文庫）※B6判
- 2020年[6]
  - 文庫部門：探偵はもう、死んでいる。（二語十、MF文庫J）
  - 単行本部門：リアデイルの大地にて（Ceez、ファミ通文庫）※B6判、Unnamed Memory（古宮九時、電撃の新文芸）